# Rugby Europe
Rugby Europe ist der für Europa zuständige Kontinentalverband für die Sportarten Rugby Union und Siebener-Rugby sowie einer von sechs kontinentalen Verbänden unterhalb des Weltverbandes World Rugby. Er umfasst insgesamt 49 nationale Verbände einzelner Länder.
Rugby Europe wurde 1934 auf Betreiben Frankreichs als Fédération Internationale de Rugby Amateur (FIRA) gegründet, nachdem es vom Five-Nations-Turnier ausgeschlossen worden war. Seit 1999 wird der Name FIRA weder als Abkürzung betrachtet noch entsprechend aufgelöst. Stattdessen erhielt er den Zusatz AER (französisch Association Européenne de Rugby bzw. englisch Association of European Rugby). Der einschränkende Namensbestandteil Amateur war spätestens seit dem Beitritt von England, Schottland, Wales und Irland nicht mehr zutreffend, weil in diesen Ländern Rugby Union bereits professionell betrieben wurde – zumindest in den oberen Spielklassen und den Nationalmannschaften. 2014 wurde der Name komplett geändert und modernisiert, seitdem firmiert der Verband unter dem Namen „Rugby Europe“.
Da Siebener-Rugby eine olympische Sportart ist, arbeitet Rugby Europe hier mit den Europäischen Olympischen Komitees zusammen.

## Entwicklung

### Vorgeschichte
Frankreich durfte ab 1910 am regelmäßigen Spielverkehr der vier britischen Landesteile England, Schottland, Wales und Irland teilnehmen: Die bisherige alljährliche Home Championship (oder auch das Four Nations Tournament) wurde erweitert zum  Five Nations Tournament, das als inoffizielle Rugby-Europameisterschaft galt.
Nach Ansicht der Briten, die zur Vereinheitlichung und Überwachung der Regeln 1886/90 den International Rugby Football Board gegründet hatten, war der französische Verband aber nicht konsequent genug bei der Einhaltung aller Amateurbestimmungen. Auf mehrere Warnungen reagierte Frankreich nicht zu ihrer Zufriedenheit, und so schlossen sie es ab 1932 vom Turnier aus.
Sorgsam darauf bedacht, den Anschluss an internationales Niveau nicht zu verlieren und einen entsprechenden Länderspielverkehr aufrechtzuerhalten, suchte Frankreich nach neuen Partnern. Nachdem es seit 1927 mindestens einmal jährlich gegen Deutschland gespielt hatte, fand es hier offene Ohren mit dem Vorschlag, einen internationalen Verband zu gründen.

### Die FIRA bis zum Zweiten Weltkrieg
Nach einem Vorbereitungstreffen am 4. September 1933 in Turin fanden die Gründungsversammlungen am 2. Januar 1934 in Paris und am 24. März des Jahres in Hannover statt.
Gründungsmitglieder waren Belgien, Deutschland, Frankreich, Italien, Katalonien, die Niederlande, Portugal, Rumänien und Spanien. Am 10. Juni erfolgte die offizielle Veröffentlichung der Gründung im Amtsblatt der Französischen Republik.
Zunächst weitete sich der Länderspielverkehr zwischen den Mitgliedern tatsächlich aus. Es gab sogar Ansätze zu einer Meisterschaft: Mehrere Turniere wurden ausgetragen – im Mai 1936 ein Olympisches Vier-Nationen-Turnier in Berlin, im Oktober 1937 ein Weltausstellungs-Turnier in Paris und im Mai 1938 immerhin noch ein Drei-Nationen-Turnier in Bukarest. Stärkste Kraft auf dem Festland war Frankreich, gefolgt mit deutlichem Abstand von Deutschland.
Aber schon bald folgten Rückschläge: Der Spanische Bürgerkrieg (1936–1939) verhinderte eine weitere Teilnahme Spaniens und seiner autonomen Region Katalonien. Deren Selbstverwaltung wurde nach dem Krieg von der Franco-Diktatur beseitigt und der Verband aufgelöst. Ein halbes Jahr später begann der Zweite Weltkrieg, und ab 1940 unterblieb jeder internationale Spielverkehr.

### Stagnation nach 1945
Seit der ersten Austragung 1947 war Frankreich wieder beim Five Nations Tournament willkommen. Dies verringerte sein Interesse an der FIRA deutlich.
Obendrein war die französische Rugby Union im Verhältnis zu den übrigen Verbänden des Festlandes gestärkt aus dem Krieg hervorgegangen: Die von der deutschen Besatzung abhängige Regierung in Vichy hatte nach 1940 die konkurrierende Rugby League mitsamt ihren Vereinen verboten, aufgelöst und enteignet. Die französische Rugby League galt als „proletarisch“ und stand der Regierung zu weit links. Begründet wurde das Verbot aber damit, es gäbe „nur ein Rugby“. Das Eigentum der League (wie Sportplätze und Vereinshäuser) wurde der Union und ihren Clubs zugeteilt. So nahm die sportliche Dominanz Frankreichs gegenüber den anderen FIRA-Mitgliedern weiter zu. Gegen Deutschland zum Beispiel trat Frankreich mit wenigen Ausnahmen bis 1969 nur noch mit seiner B-Mannschaft an und gewann dennoch mühelos.
Seiner sportlichen Überlegenheit und seinem Desinteresse stand Frankreichs Übergewicht an Stimmen in den Leitungsgremien gegenüber, wodurch es eine Weiterentwicklung sowohl der FIRA als auch ihrer Mitgliedsverbände – wenn auch unbeabsichtigt – blockierte.
In den nächsten Jahren erfolgten nur die Aufnahme einiger neuer Mitglieder, die Einführung kurzlebiger Wettbewerbe und organisatorische Veränderungen:
- Die Ostblockstaaten strebten in die FIRA. 1948 wurde die Tschechoslowakei, 1956 die DDR, 1957 Polen, 1964 Jugoslawien und 1967 Bulgarien aufgenommen (außerdem 1957 Marokko und 1958 Schweden).
- Ein Europa-Cup (für Nationalmannschaften) wurde 1951 beschlossen, aber nur 1952 und 1954 ausgetragen.
- Ein Europapokal für Clubmannschaften (Pokal der Landesmeister oder FIRA-Cup) wurde Anfang der 1960er Jahre begründet und dreimal (?) ausgespielt.
- Eine Satzungsänderung erfolgte 1961, die Gründung einer Technischen Kommission 1963.

### Aufschwung ab 1966
1965 wurde ein zweiter Europa-Cup für Nationalmannschaften beschlossen und ab 1966 regelmäßig jährlich ausgetragen. 1970 folgte das Junioren-Championat, der Vorläufer der heutigen Rugby-Junioren-Weltmeisterschaft. Der Europa-Cup wurde ab der Saison 1973/74 in eine Europameisterschaft umgewandelt, die im Liga-System ausgetragen wird (mit Auf- und Abstieg zwischen drei Divisionen).
Diese Wettbewerbe intensivierten die Kontakte zwischen den Mitgliedern und machten den Beitritt für weitere Länder attraktiv: 1975 wurden Dänemark, Luxemburg, die Schweiz, die Sowjetunion und Tunesien aufgenommen.

### Expansion nach Übersee
Bisher hatte die FIRA ausschließlich europäische Mitgliedsländer, wobei Marokko und Tunesien als Reste des französischen Kolonialreichs und Nachbarn Europas durchaus als zugehörig betrachtet wurden.
Seit den 1980er Jahren jedoch begann eine Ausdehnung nach Übersee. Der IRFB hatte 1978 Frankreich zugelassen und betrachtete sich in der Folge nicht mehr als reine Regelkommission aus nur sieben Partnerländern, sondern als Dachverband, der nun immer mehr Länder aufnahm – sowohl FIRA-Mitglieder als auch angelsächsische Nationen. Ein Wettlauf entstand zwischen FIRA und IRFB um die Stellung als künftiger Weltverband: 1987 begrüßte die FIRA Paraguay, Chile, die Salomonen, Barbados, Westsamoa, Taiwan und Hongkong als neue Vollmitglieder sowie Argentinien als assoziiertes Mitglied. Obwohl schon feststand, dass die erste Weltmeisterschaft vom IRFB ausgerichtet wurde, nahm sie 1988 Nigeria, die Seychellen, die USA, Kenia, Uganda und Tansania auf.
1986 wurde von FIRA-Mitgliedern (Marokko, Tunesien, Elfenbeinküste u. a.) ein afrikanischer Unterverband gegründet, die Confédération Africaine de Rugby Amateur (CARA). Sie ist heute als CAR Kontinentalverband von World Rugby.

### Beschränkung auf Europa
Die Aufnahme von Mitgliedern in Übersee ging noch einige Jahre weiter, bis es 1994 zu Verhandlungen zwischen der FIRA und dem Board kam, in deren Folge sie ihn als Weltverband anerkannte: 1995 wurde ein Delegierter der FIRA in den International Board gewählt (der Rumäne Viorel Morariu).
In den Jahren 1995 bis 1997 wurde die FIRA vom International Rugby Board beauftragt, Rugby weltweit zu fördern und zu verbreiten. Zugleich setzte sich die Idee von der FIRA als europäischem Kontinentalverband durch: 1994 und 1995 kam es zu Änderungen der Statuten, und 1999 wurde die FIRA nicht nur umbenannt in FIRA-AER, sondern trennte sich auch von ihren außereuropäischen Mitgliedern (bis auf Marokko und Tunesien, die übergangsweise noch bleiben durften). Dafür traten nun auch Irland und Wales, etwas später England und Schottland, in die FIRA-AER ein. Im Jahr 2014 wurde die FIRA-AER in Rugby Europe umbenannt.

## Wettbewerbe

### Wettbewerb für Nationalmannschaften
Für Nationalmannschaften wurde 1951 ein Europa-Cup beschlossen, aber zunächst nur 1952 und 1954, dann ab 1966 regelmäßig jährlich ausgespielt. Über seinen Austragungsmodus ist nichts bekannt. Wahrscheinlich wurde im K.-o.-System gespielt, wobei die beiden Halbfinal-Verlierer um Platz 3 spielten. Ab der Saison 1973/74 wurde er in eine Europameisterschaft umgewandelt, die im Liga-System ausgetragen wird (mit Auf- und Abstieg zwischen drei Divisionen). Seit 2000 heißt der Wettbewerb European Nations Cup.

### Pokal für Clubmannschaften
Für Clubmannschaften wurde ein Europapokal (FIRA-Cup) Anfang der 1960er Jahre begründet und wahrscheinlich dreimal ausgespielt. Es deutet einiges darauf hin, dass sich dieser Wettbewerb jeweils über einen Zwei-Jahres-Zeitraum erstreckte (1961–1962, 1963–1964 und 1965–1966).
Hier sind die Endspiele von 1962 1964 und 1966 sowie das Abschneiden der deutschen Vertreter bekannt.
1961–62
Finale: AS Béziers (FRA) – Grivita Rosie Bukarest (ROM) 11:3
Deutscher Vertreter: SV 1908 Ricklingen, ausgeschieden in der 3. Runde gegen ASPTT Rabat (MAR) mit 3:3, 3:9
1963–64
Finale: Grivita Rosie Bukarest (ROM) – Stade Montois (FRA) 10:0 abgebr.
Grivita Rosie, der rumänische Meister, wurde beim Stand von 10:0, Anfang der zweiten Halbzeit, zum Sieger erklärt, als der Schiedsrichter das Spiel abbrach, weil der Kapitän der anderen Mannschaft, Mont-de-Marsan (Frankreich), sich zweimal geweigert hatte, das Feld zu verlassen.
Deutscher Vertreter: TSV Victoria Linden, ausgeschieden in der 5. Runde gegen Grivita Rosie Bukarest (ROM) mit 6:17
1965–66
Finale: Dinamo Bukarest (ROM) – SU Agen (FRA) 18:0
Deutscher Vertreter: DSV 1878 Hannover, ausgeschieden in der 2. Runde gegen SU Agen (FRA) mit 3:15
Ein zweiter Pokal wurde 1996/97 bis 1999/2000 viermal ausgetragen unter dem Namen Nordwest-Europapokal (auch: Euro-Cup). Der Teilnehmerkreis beschränkte sich auf je zwei Vereine aus Belgien, den Niederlanden und Deutschland.
1996/97 – Finale: Boitsfort RC (BEL) – Haagscher RC (NED) 19:17
1997/98 – Sieger: Boitsfort RC (BEL)
1998/99 – Sieger: RC DIOK Leiden (NED)
1999/2000 – Finale (Oktober 1999): DRC Hannover (GER) – RC DIOK Leiden (NED) 16:17, 19:12
2005 wurde erstmals ein European Clubs Cup ausgespielt. Es gab eine Vorrunde mit vier regionalen Gruppen (Nord, Ost, Süd, West), deren Gruppensieger eine Endrunde bestritten – jeder gegen jeden. An der Endrunde 2005 nahm jedoch der Nord-Sieger Stockholm Exiles RFC nicht teil.
2005 siegte Arka Gdynia (POL) vor dem SC Neuenheim (GER) und RC Nada Split (CRO).
2006 Finale: RC Slava Zenit Moskau (RUS) – RC Nada Split (CRO) 24:21
Die anderen europäischen Pokalwettbewerbe (European Rugby Champions Cup, EPCR Challenge Cup) werden nicht von der FIRA-AER, sondern von der privatrechtlichen Organisation European Professional Club Rugby ausgerichtet.

### Pokal für Regionalmannschaften
Ein Pokal für Regional-Auswahlen (z. B. Landesverbände) wurde 2002 gestiftet: der FIRA European Regions Cup. Die Endspiele wurden ausschließlich von französischen Teams bestritten.
2002: Roussillon (FRA) – Provence (FRA) 15:9
2003: Roussillon (FRA) – Provence (FRA) 25:23
2004: Provence (FRA) – Bourgogne (FRA) 24:18
2005: Midi-Pyrénées (FRA) – Provence (FRA) 8:7
Der Wettbewerb wird nicht mehr ausgetragen wegen des Rückzuges von Italien und Spanien sowie der hohen Reisekosten für die Regionalverbände. (Die französischen wurden vom Nationalverband FFR finanziell unterstützt).

### Wettbewerb für Junioren-Nationalmannschaften
Für Nationalmannschaften U19 wurde 1969 das Junioren-Championat ins Leben gerufen, das 1992 in die Rugby-Junioren-Weltmeisterschaft umgewandelt wurde.

## Länder

### Heutige Mitgliedsländer

Anzahl der registrierter Rugbyspieler in den Mitgliedsverbänden von Rugby Europe (2018):
>200.000 Lizenzen
>100.000 Lizenzen
>40.000 Lizenzen
>20.000 Lizenzen
>10.000 Lizenzen
>5.000 Lizenzen
<5.000 Lizenzen

In alphabetischer Folge mit Jahr des Beitritts (G = Gründungsmitglied)
1. Andorra (1986)
2. Armenien (1994)
3. Aserbaidschan (nach 1999)
4. Belarus (2013)
5. Belgien (1934 – G; BR)
6. Bosnien-Herzegowina (1992)
7. Bulgarien (1967)
8. Dänemark (1975)
9. Deutschland (1934 – G; DRV)
10. England (nach 1999; RFU)
11. Estland (1999)
12. Finnland (?—1992, nach 1999)
13. Frankreich (1934 – G; FFR)
14. Georgien (1992; GRU)
15. Griechenland (nach 1999)
16. Irland (1999; IRFU)
17. Island (2011)
18. Israel (1978)
19. Italien (1934 – G; FIR)
20. Kroatien (1992)
21. Lettland (1992)
22. Litauen (1992)
23. Fürstentum Liechtenstein (2011)
24. Luxemburg (1975)
25. Malta (nach 1999)
26. Moldau (1992)
27. Monaco (1994)
28. Montenegro (2014)
29. Niederlande (1934 – G; RN)
30. Norwegen (1988)
31. Österreich (1990)
32. Polen (1957)
33. Portugal (1934 – G; FPR)
34. Rumänien (1934 – G; FRR)
35. Russland (1992, als Sowjetunion 1975; FRR)
36. San Marino (2007)
37. Schottland (nach 1999; SRU)
38. Schweden (1958; SRF)
39. Schweiz (1975; FSR)
40. Serbien (als Jugoslawien 1964)
41. Slowakei (nach 1999)
42. Slowenien (1992)
43. Spanien (1934 – G; FER)
44. Tschechien (als Tschechoslowakei 1948)
45. Türkei (2013)
46. Ukraine (1992)
47. Ungarn (1990)
48. Wales (1999; WRU)
49. Zypern (2006)

### Zeitweilige Mitgliedsländer in Europa
(Bzw. zeitweilige EM-Teilnehmer):
1. DDR (1956–1990)
2. Katalonien (1934–1939 – G)
3. Marokko (1957–2000)
4. Tunesien (1975–2000)

Anm.: Als die DDR 1990 der Bundesrepublik Deutschland beitrat, löste sich auch der Deutsche Rugby-Sportverband der DDR auf. – Katalonien war 1931 bis 1939 eine autonome Region Spaniens und Gründungsmitglied der FIRA. Heute besitzt es wieder seine Autonomie innerhalb Spaniens und einen Rugby-Verband. Dieser ist aber als Regionalverband weder Mitglied der FIRA noch des International Rugby Board (Vorgänger von World Rugby). Ein Frauen-Länderspiel Deutschlands gegen Katalonien vom März 1995 wird jedoch vom DRV in seiner offiziellen Statistik geführt. – Marokko und Tunesien nahmen als Nachbarländer Europas an der FIRA-Europameisterschaft teil und durften auch 1999 zunächst in der FIRA-AER verbleiben, obwohl sie seit 1986 Gründungsmitglieder des afrikanischen Verbandes CAR sind.

### Keine FIRA-Mitglieder in Europa
(Stand: Juni 2014)
1. Albanien
2. Kosovo
3. Nordmazedonien
4. Vatikanstaat

### Zeitweilige Mitgliedsländer außerhalb Europas
In alphabetischer Folge
1. Argentinien (seit 1987 assoziiert, 1996–1999 Vollmitglied; UAR)
2. Barbados (1987–1992)
3. Brasilien (1991–1999; CBRu)
4. Chile (1987–1999; FDNR)
5. Elfenbeinküste (1978–1999; FIR)
6. Hongkong (1987–1999; HKRU)
7. Indien (1993–1999)
8. Kamerun (1994–1999)
9. Kasachstan (1992–1999)
10. Kenia (1988–1990; KRU)
11. Kolumbien (1996–1999)
12. Madagaskar (?–1993)
13. Mexiko (?–1997)
14. Namibia (1991–1999; NRU)
15. Nigeria (1988–1997)
16. Nordkorea (1992–1997)
17. Paraguay (1987–1999)
18. Salomonen (1987–1999)
19. Seychellen (1988–1997)
20. Simbabwe (1996–1999; ZRU)
21. Südkorea (1991–1997; KRU)
22. Tahiti (1993–1999)
23. Taiwan (1987–1999)
24. Tansania (1988–1990)
25. Uganda (1988–1990)
26. Uruguay (1991–1999; URU)
27. USA (1988–1999; USAR)
28. Usbekistan (1992–1997)
29. Venezuela (1992–1999)
30. Westsamoa (1987–1992, 1994–1999; RS)
31. Zaire (1992–1999)